# Jolies Ténèbres
Jolies Ténèbres est un album de bande dessinée fantastique français, scénarisé par Fabien Vehlmann et Marie Pommepuy, dessiné et colorisé par Kerascoët, publié en 2009 par Dupuis et réédité dans la collection Aire libre en 2017.

## Parution
- Jolies Ténèbres, Dupuis, 6 mars 2009,  (ISBN 978-2-8001-4238-8)
- Jolies Ténèbres (réédition), Dupuis, 17 novembre 2017,  (ISBN 978-2-8001-7458-7)

## Réception
Pour du9, « Freaks à l’aquarelle, Comtesse de Ségur version gore, poésie morbide et légère comme certaines pièces de Poe ou de Baudelaire, ou encore variation brillante, dérangeante et léchée sur une vieille métaphore kafkaïenne — l’humanité insecte — Jolies Ténèbres est tout cela à la fois, et plus inclassable encore ».

### Distinctions
- 2009 : prix Diagonale du meilleur album[2].
- 2010 : Sélection officielle du festival d'Angoulême 2010
- 2014 : 3e prix du Prix Gaiman[3]